# 九十角形

正九十角形

九十角形（きゅうじゅうかくけい、きゅうじゅうかっけい、enneacontagon）は、多角形の一つで、90本の辺と90個の頂点を持つ図形である。内角の和は15840°、対角線の本数は3915本である。

## 正九十角形
正九十角形においては、中心角と外角は4°で、内角は176°となる。一辺の長さが a の正九十角形の面積 S は
{\displaystyle S={\frac {90}{4}}a^{2}\cot {\frac {\pi }{90}}}
{\displaystyle \cos(2\pi /90)}を平方根と立方根で表すと、
{\displaystyle \cos {\frac {2\pi }{90}}={\frac {1}{2}}\left({\sqrt[{3}]{\cos {12^{\circ }}+i\sin {12^{\circ }}}}+{\sqrt[{3}]{\cos {12^{\circ }}-i\sin {12^{\circ }}}}\right)}
{\displaystyle ={\frac {1}{4}}{\Bigg \{}{\sqrt[{3}]{\left[{\sqrt {6(5+{\sqrt {5}})}}+{\sqrt {5}}-1\right]+i\left[{\sqrt {2(5+{\sqrt {5}})}}-{\sqrt {3}}({\sqrt {5}}-1)\right]}}}
{\displaystyle +{\sqrt[{3}]{\left[{\sqrt {6(5+{\sqrt {5}})}}+{\sqrt {5}}-1\right]-i\left[{\sqrt {2(5+{\sqrt {5}})}}-{\sqrt {3}}({\sqrt {5}}-1)\right]}}{\Bigg \}}}

### 正九十角形の作図
正九十角形は定規とコンパスによる作図が不可能な図形である。
正九十角形は折紙により作図可能である。